# كريستيان تيبوني
كريستيان تيبوني (بالإيطالية: Christian Tiboni)‏ (مواليد 6 أبريل 1988 في بيرغامو - إيطاليا) لاعب كرة قدم إيطالي يلعب حاليا لصالح نادي الدرجة الأولى أتالانتا الإيطالي منذ 2008 في مركز المهاجم . .

## روابط خارجية
- كريستيان تيبوني على موقع قاعدة بيانات كرة القدم.إي يو (الإنجليزية)
- كريستيان تيبوني على موقع Soccerway.com (الإنجليزية)
- كريستيان تيبوني على موقع عالم كرة القدم.نت (الإنجليزية)
- كريستيان تيبوني على موقع كووورة